# Ma French Bank
 (juillet 2021).
Ma French Bank est une ancienne banque mobile, filiale à 100 % de La Banque Postale lancée le 22 juillet 2019 et fermée définitivement le 10 juillet 2025.

## Historique
Le groupe La Poste annonce son projet de néo-banque mobile le 13 février 2017, en réponse à Orange Bank, Revolut ou N26.
Le 25 janvier 2018, la Banque centrale européenne lui délivre l’agrément d'établissement de crédit ce qui permet d’inclure des offres de crédit et d’épargne.
Ma French Bank est fondée le 22 juillet 2019. La même année, pour son nom et celle de sa campagne publicitaire en franglais (« When elle rêve d'eaux turquoise, but ton compte is in le rouge », ou « When tu check la liste de everybody qui te doit de la money »), la banque mobile est lauréate du prix de l'académie de la Carpette anglaise.
Le 12 novembre 2020, la banque compte 250 000 clients selon la directrice générale.
Le 20 décembre 2023, La Banque postale annonce qu'« en raison de sa non-rentabilité, elle étudie un projet de cessation des activités de sa banque en ligne Ma French Bank »,.
Le 10 juin 2024, La Banque postale annonce la cessation progressive des activités de Ma French Bank jusqu'au 10 juillet 2025. La fermeture officielle intervient le 10 juillet 2025.